# Лебединка (Новосибирская область)
Лебединка — деревня в Убинском районе Новосибирской области. Входит в состав Пешковского сельсовета.

## География
Площадь деревни — 25 гектаров.

## Население
| 2002 | 2007 | 2010 |
| ---- | ---- | ---- |
| 51   | ↘44  | ↘36  |

## Инфраструктура
В деревне по данным на 2007 год функционирует 1 учреждение образования.